# Origin (manga)
Origin (オリジン?, Orijin) è un manga scritto e disegnato da Boichi e serializzato da settembre 2016 a febbraio 2019 sulla rivista nipponica Young Magazine edita da Kōdansha.
L'edizione italiana dell'opera ha debuttato il 30 novembre 2017 sotto il marchio Planet Manga di Panini Comics per poi terminare il 14 novembre 2019.

## Trama
Siamo nell'anno 2048 e il Giappone è molto cambiato da quando è stata inaugurata la ferrovia transcontinentale eurasiatica, che ha portato il Paese ad un ulteriore sviluppo, ma che ha anche fatto aumentare la criminalità nel Sol Levante, prima quasi sconosciuta. Ma ultimamente gli omicidi si sono fatti più frequenti e più cruenti, tanto da far sorgere la leggenda che i responsabili siano degli esseri non umani. A dar loro la caccia però troviamo Origin, un personaggio interessante, che nonostante la sua natura, per non dare nell'occhio, decide di andare a lavorare per la AEE, il più grande conglomerato del Giappone.

## Media

### Manga
Il manga, scritto e disegnato da Boichi, è stato serializzato dal 5 settembre 2016 al 9 febbraio 2019 sulla rivista Weekly Young Magazine edita da Kōdansha. I capitoli sono stati raccolti in 10 volumi tankōbon pubblicati dal 6 gennaio 2017 al 6 giugno 2019.
In Italia la serie è stata pubblicata da Panini Comics sotto l'etichetta Planet Manga nella collana Manga Saga dal 30 novembre 2017 al 14 novembre 2019.

#### Volumi
| Nº | Data di prima pubblicazione | Data di prima pubblicazione | Data di prima pubblicazione |
| Nº | Giapponese                  | Giapponese                  | Italiano                    |
| -- | --------------------------- | --------------------------- | --------------------------- |
| 1  | 6 gennaio 2017              | ISBN 978-4-06-382908-2      | 30 novembre 2017            |
| 2  | 6 aprile 2017               | ISBN 978-4-06-382946-4      | 1º febbraio 2018            |
| 3  | 4 agosto 2017               | ISBN 978-4-06-510075-2      | 29 marzo 2018               |
| 4  | 6 novembre 2017             | ISBN 978-4-06-510350-0      | 7 giugno 2018               |
| 5  | 6 marzo 2018                | ISBN 978-4-06-511092-8      | 2 agosto 2018               |
| 6  | 7 maggio 2018               | ISBN 978-4-06-511452-0      | 4 ottobre 2018              |
| 7  | 6 agosto 2018               | ISBN 978-4-06-512408-6      | 14 febbraio 2019            |
| 8  | 6 novembre 2018             | ISBN 978-4-06-513441-2      | 16 maggio 2019              |
| 9  | 6 febbraio 2019             | ISBN 978-4-06-514512-8      | 8 agosto 2019               |
| 10 | 6 giugno 2019               | ISBN 978-4-06-515744-2      | 14 novembre 2019            |

### Film
Nel dicembre 2023 è stato annunciato che Kōdansha e la società di produzione Majestic Limited hanno concluso un accordo per un adattamento cinematografico del manga.

## Accoglienza
La serie ha vinto il Gran Premio al Japan Media Arts Festival tenutosi nel 2019.